# Fiat 500 La Petite Robe Noire
La edición especial y limitada Fiat 500 La Petite Robe Noire fue presentada en 2013.